# アッシジ
アッシジ（伊: Assisi）は、イタリア共和国ウンブリア州ペルージャ県にある都市で、人口約28,000人の基礎自治体（コムーネ）。
フランシスコ会の創設者である聖フランチェスコの出身地として知られており、キリスト教の巡礼地としての性格を持つ都市でもある。フランチェスコの名を冠した聖堂やフランシスコ会関連施設は「アッシジ、フランチェスコ聖堂と関連修道施設群」として世界遺産に登録されている。

## 名称
Assisi は、標準イタリア語において [asˈsizi] と発音される。これはカナ転記した場合には「アッスィーズィ」が近い。一方、地元ウンブリア（ウンブリア方言 (it:Dialetti umbri) ）においては「アッスィスィ」が近い発音とされる。
日本語文献では一般に「アッシジ」表記が多い。このほか、「アッシージ」、「アシジ」など多様な表記ゆれがある。

## 地理

### 位置・広がり
ペルージャ県の中部に位置するコムーネで、スバシオ山の西麓にあたる。丘陵上に築かれたアッシジの市街は、県都ペルージャから南南東へ約19km、リエーティから北へ約77km、アンコーナから南西へ約95km、首都ローマから北へ約131kmの距離にある。
自治体（コムーネ）としてのアッシジ市は、郊外部をその範囲に含み、市域面積は 186.84 km2 に及ぶ。

#### 隣接コムーネ
隣接するコムーネは以下の通り。
- ヴァルファッブリカ - 北
- ノチェーラ・ウンブラ - 北東
- ヴァルトピーナ - 東
- スペッロ - 南東
- カンナーラ - 南
- ベットーナ - 南西
- バスティーア・ウンブラ - 西
- ペルージャ - 西

### 気候分類・地震分類

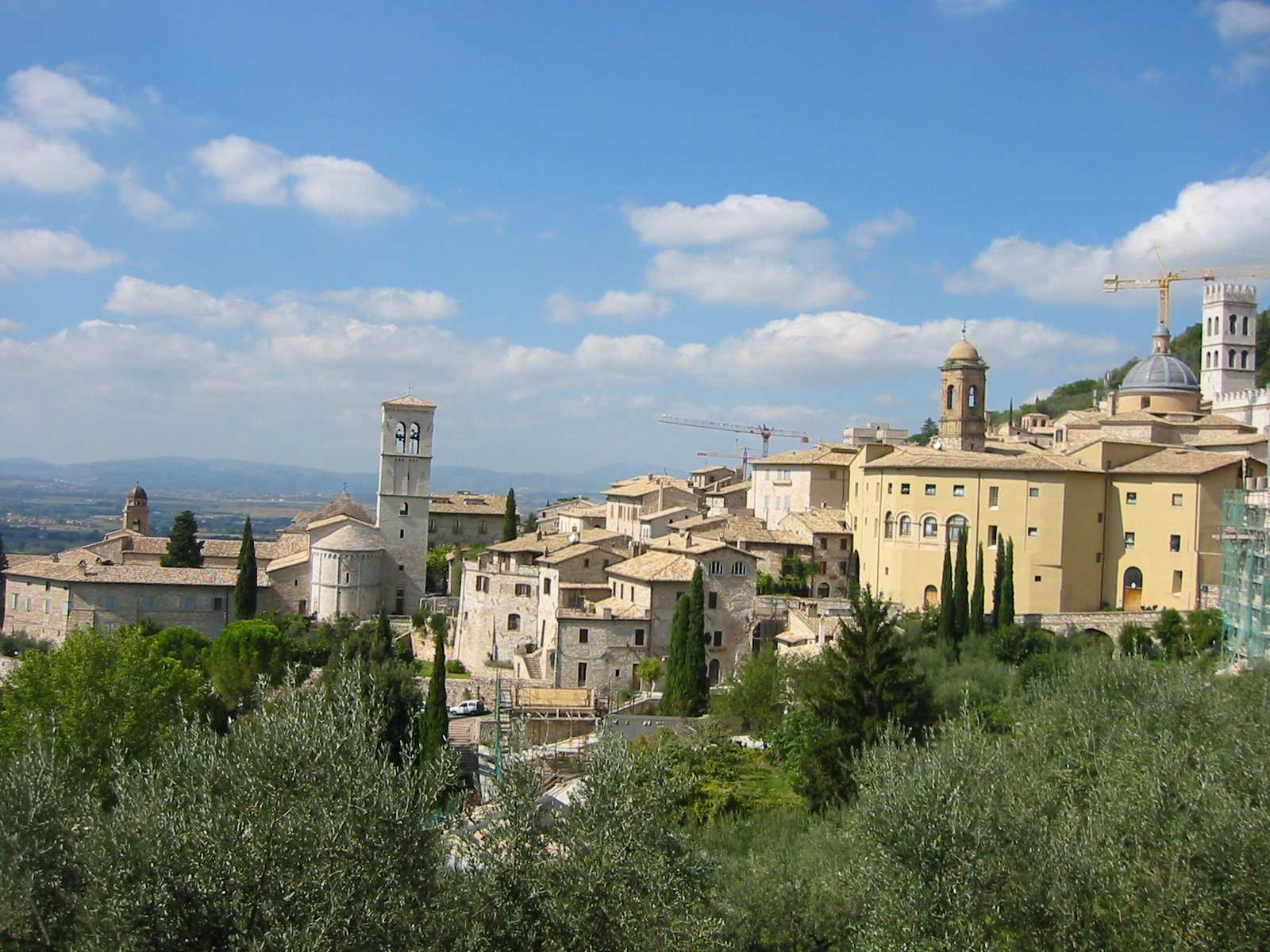

アッシジにおけるイタリアの気候分類 (it) および度日は、zona E, 2198 GGである。
また、イタリアの地震リスク階級 (it) では、zona 2 (sismicità media) に分類される。

## 歴史

### 先史・古代
紀元前1000年ごろ、アッシジ周辺を含む、ティベレ川上流域からアドリア海にかけての地域に最初の移住者が現れた。ウンブリア人 (Umbri) と呼ばれるかれらは、高台の上に要塞化した小さな集落を築いた。紀元前450年ごろには、エトルリア人がこれらの集落を徐々に奪っていった。
紀元前295年、ローマ人はセンティヌムの戦いで中部イタリアを支配下に置いた。ローマ人たちはスバシオ山麓の台地にアッシシウム（Asisium）の街を築いた。当時のローマ人の遺跡は、現在も城壁や広場（フォルム、現在のコムーネ広場 Piazza del Comune）、劇場、円形闘技場、ミネルヴァ神殿などに見ることができる。なお1997年には、当時のローマ人の村が、あたかもポンペイを思わせるような良好な状態で発掘されており、モザイクやフレスコ画で飾られた部屋が確認された。
紀元前217年、ローマと敵対したカルタゴの将軍ハンニバルがローマに向かって軍を進める途中で、この町を通る際、他の都市と違って、同盟を維持したことに感謝したローマはアッシジにミネルバ神殿など数々の神殿を建てている。
238年、アッシジの街はルフィヌス（ルフィノ） (en) 司教の働きによりキリスト教に改宗した。ルフィヌスはコンスターノ（ (Costano) 、現在はバスティーア・ウンブラの分離集落）で殉教するが、伝承によればアッシジ聖堂（ (en) , サン・ルフィーノ聖堂）はその墓の上に建てられたという。

### 中世

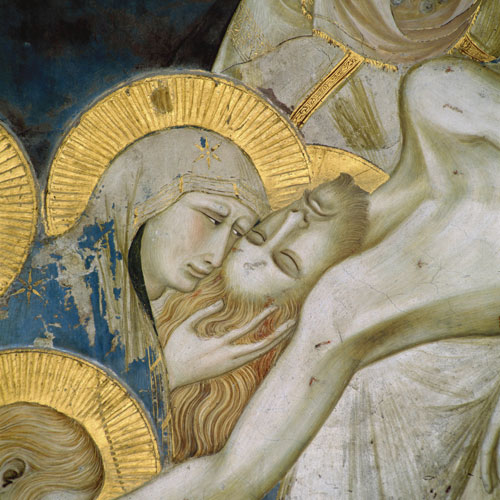
14世紀の画家ピエトロ・ロレンツェッティのフレスコ画

545年、東ゴート王国のトーティラは街の大部分を破壊した。アッシジはその後ランゴバルド王国の支配下に入り、その後はフランク人のスポレート公国の支配下に入った。
11世紀、この街は独立した都市国家となりギベリン（皇帝派）の立場を取ったが、このためゲルフ（教皇派）のペルージャとは激しく抗争する関係にあった。若きジョヴァンニ・ディ・ベルナルドーネ（のちのアッシジのフランチェスコ）が捕虜となったポンテ・サン・ジョヴァンニの戦いも、こうした抗争の中の一幕である。このことをきっかけとしてフランチェスコは物乞いの中に身を置き、「小さな兄弟会」（フランシスコ会）を設立することになる。
13世紀、それまでローマ時代の城壁内に収まっていた市街は、城壁の外へと拡大する。この時代、都市は教皇領に含まれた。皇帝の要塞であったロッカ・マッジョーレは1189年に市民によって略奪されていたが、1397年に教皇使節ジル・デ・アルボルノス枢機卿の命によって再建された。
アッシジはやがてペルージャの支配を受け、次いで何人かの専制君主の支配下に置かれた。ビオルド・ミケロッティ (Biordo Michelotti) 、ジャン・ガレアッツォ・ヴィスコンティやその後継者であるミラノ公フランチェスコ・スフォルツァ、ヤーコポ・ピッチニーノ (it:Jacopo Piccinino) 、ウルビーノ公フェデリーコ2世 (Federico II da Montefeltro) などである。1348年の黒死病の流行は年に大きな被害を与えた。

### 近世以後
ピウス2世（在位: 1458年 - 1464年）の時代、アッシジは再び教皇領となった。
1569年、サンタ・マリア・デッリ・アンジェリ聖堂 (it:Basilica di Santa Maria degli Angeli) の建設が開始された。ルネサンス期からその後の時代にかけて、アッシジは平穏に発展したことは、17世紀の邸宅（パラッツォ）群が物語る。
今日のアッシジは、この町出身の聖フランシスコの伝説に導かれた多くの巡礼者が訪れる町である。この聖人は、フランシスコ会の創設者として、またシエナの聖カタリナとともにイタリアの守護聖人として崇敬を集めている。また、鳥に対して説教を行った伝説から、多くの人々に（非キリスト者にも）自然を愛した人物として記憶されている。
1997年9月、アッシジはウンブリア州を襲った2度の大地震に見舞われ、多くの史跡も被害を受けた。しかし、復旧・復興はすみやかに行われた。主要な観光地であるサンフランチェスコ教会は、2年足らずのうちに公開を再開した。

## 行政

### 行政区画
アッシジには、以下の分離集落（フラツィオーネ）がある。
- Armenzano, Capodacqua, Castelnuovo, Colle delle Forche, Costa di Trex, Mora, Palazzo, Paradiso, Passaggio d'Assisi, Petrignano, Pieve San Nicolò, Porziano, Rivotorto, Rocca Sant'Angelo, San Gregorio, Santa Maria degli Angeli, Santa Maria Lignano, San Presto, Sterpeto, Torchiagina, Tordandrea, Tordibetto, Viole

## 交通

### 道路
ペルージャ市街からバスで訪れることができる。
- SS75
- SS147

### 鉄道
1866年に開業したアッシジ駅 (it:Stazione di Assisi) がある。アッシジ駅は、市街から南西へ約5km離れている。

### 空港
ペルージャとの中間、両市の市境にペルージャ空港 (it:Aeroporto di Perugia) がある。この空港の正式名称は「ペルージャ・サン・フランチェスコ・ダッシジ＝ウンブリア国際空港」（Perugia San Francesco d'Assisi – Umbria International Airport）で、アッシジのフランシスコの名を副名称に採用している。

## 人物

### 著名な出身者
- アッシジのフランチェスコ - 修道士、フランシスコ会創設者。聖人。
- アッシジのキアラ - 修道女、フランチェスコ会の女子修道会創設者。聖人。
- アッシジのアニェーゼ（英語版） - 修道女、キアラの妹。聖人。
- ガブリエーレ・デッラッドロラータ（英語版） - 修道士、聖人。
- アンドレア・ラノッキア - サッカー選手

## アッシジを舞台にした作品
- 脚本『真似』菊池寛（全文）

## 姉妹都市
- ベツレヘム (ヨルダン川西岸地区)
- サンフランシスコ (アメリカ合衆国)
- サンティアゴ・デ・コンポステーラ　（スペイン）